# 271 Dywizja Piechoty ’40 (III Rzesza)
271 Dywizja Piechoty – niemiecka dywizja z czasów II wojny światowej, sformowana w Wiedniu na mocy rozkazu z 22 maja 1940 roku, w 10. fali mobilizacyjnej w XVII. Okręgu Wojskowym.

## Struktura organizacyjna
- Struktura organizacyjna w maju 1940 roku:

562., 563. i 564. pułk piechoty, 271. oddział artylerii, 271. kompania pionierów, 271. kompania przeciwpancerny, 271. kompania łączności;

## Szlak bojowy
Dywizja cały czas przebywała w swoim macierzystym okręgu wojskowym. Po zakończeniu działań bojowych na zachodzie, jednostkę rozwiązano na mocy rozkazu z 22 lipca 1940 roku. 